# منزل التسعينات
منزل التسعينيات (بالإنجليزية: 90's House) هو مسلسل تلفزيوني واقعي أمريكي عُرض لأول مرة على قناة إم تي في قبل أن يُعرض على قناة إم تي في 2 بسبب انخفاض التقييمات. عُرض المسلسل لمدة ثماني حلقات في الفترة من 26 سبتمبر إلى 17 نوفمبر 2017. ضم العرض 12 من زملاء السكن من "جيل الألفية" الذين يعيشون في منزل يعود تاريخه إلى التسعينيات أثناء مشاركتهم في العديد من التحديات والمسابقات التي تحمل طابع التسعينيات. حصل الفائز على 90 ألف دولار وسيارة مازدا مياتا وتذاكر لشخصين على متن سفينة هوب أحب رحلة التسعينيات.

## المتسابقون
- تشيس
- ديفين
- جينييل
- لكزس
- علامة
- باتريك
- برنس
- شا مونيك
- شانون
- سيرا
- ترافانا
- ويليام[3]